# Viozan
Viozan is een gemeente in het Franse departement Gers (regio Occitanie) en telt 117 inwoners (2009). De plaats maakt deel uit van het arrondissement Mirande.

## Geografie
De oppervlakte van Viozan bedraagt 6,9 km², de bevolkingsdichtheid is dus 17 inwoners per km².
De onderstaande kaart toont de ligging van Viozan met de belangrijkste infrastructuur en aangrenzende gemeenten.

## Demografie
Onderstaande figuur toont het verloop van het inwonertal (bron: INSEE-tellingen).